# Ландивизьо (кантон)
Ландивизьо (фр. Landivisiau) — кантон во Франции, находится в регионе Бретань, департамент Финистер. Входит в состав округа Морле.

## История
До 2015 года в состав кантона входили коммуны Бодилис, Гимильо, Ламполь-Гимильо, Ландивизьо, Плугурвест, Плуневентер, Сен-Дерьен и Сен-Серве.
В результате реформы 2015 года состав кантона был изменен. В него были включены все коммуны кантона Сизён и отдельные коммуны кантонов Плудири, Плузеведе, Плуэскат и Толе.
С 1 января 2017 года коммуна Лок-Эгинек перешла из округа Брест в округ Морле, после чего кантон полностью вошел в состав округа Морле.

## Состав кантона с 22 марта 2015 года
В состав кантона входят коммуны (население по данным Национального института статистики за 2019 г.):
- Бодилис (1 645 чел.)
- Гиклан (2 502 чел.)
- Гимильо (1 008 чел.)
- Коммана (998 чел.)
- Ламполь-Гимильо (2 028 чел.)
- Ландивизьо (9 151 чел.)
- Лок-Эгинер (406 чел.)
- Локмелар (474 чел.)
- Плуворн (2 862 чел.)
- Плугар (791 чел.)
- Плугурвест (1 430 чел.)
- Плузеведе (1 760 чел.)
- Плуневентер (2 084 чел.)
- Сен-Вуге (893 чел.)
- Сен-Дерьен (821 чел.)
- Сен-Серве (777 чел.)
- Сен-Совёр (786 чел.)
- Сизён (2 289 чел.)
- Трезилиде (392 чел.)

## Политика
На президентских выборах 2022 г. жители кантона отдали в 1-м туре Эмманюэлю Макрону 34,2 % голосов против 23,4 % у Марин Ле Пен и 16,8 % у Жана-Люка Меланшона; во 2-м туре в кантоне победил Макрон, получивший 62,5 % голосов. (2017 год. 1 тур: Эмманюэль Макрон – 27,7 %, Франсуа Фийон – 20,1 %, Жан-Люк Меланшон – 17,0 %, Марин Ле Пен – 16,9 %; 2 тур: Макрон – 72,8 %. 2012 год. 1 тур: Франсуа Олланд — 30,4 %, Николя Саркози — 27,0 %, Франсуа Байру — 13,5 %; 2 тур: Олланд — 53,3 %).
С 2015 года кантон в Совете департамента Финистер представляют бывший вице-мэр города Ландивизьо Элизабет Гийерм (Élisabeth Guillerm) и бывший мэр коммуны Ламполь-Гимильо Жан-Марк Пюшуа (Jean-Marc Puchois) (оба — Разные правые).
|                | Кандидаты                      | Партия                   | Первый тур | Первый тур     | Второй тур | Второй тур |
| Кол-во голосов | Кандидаты                      | Партия                   | % голосов  | Кол-во голосов | % голосов  |            |
| -------------- | ------------------------------ | ------------------------ | ---------- | -------------- | ---------- | ---------- |
|                | Элизабет Гийерм Жан-Марк Пюшуа | Разные правые            | 4 075      | 52,74          | 5 149      | 68,33      |
|                | Бенжамен Ропер Летиция Туроль  | Левый блок               | 1 342      | 17,37          | 2 386      | 31,67      |
|                | Тони Биуэ Рене Томаидис        | Национальное объединение | 1 928      | 16,76          |            |            |
|                | Филипп Плузане Изабель Шайу    | Левый блок — Зелёные     | 1 102      | 14,26          |            |            |

|                | Кандидаты                      | Партия                  | Первый тур | Первый тур     | Второй тур | Второй тур |
| Кол-во голосов | Кандидаты                      | Партия                  | % голосов  | Кол-во голосов | % голосов  |            |
| -------------- | ------------------------------ | ----------------------- | ---------- | -------------- | ---------- | ---------- |
|                | Элизабет Гийерм Жан-Марк Пюшуа | Разные правые           | 2 902      | 25,23          | 6 155      | 63,56      |
|                | Раймон Мерсье Кристин Портелер | Правый блок             | 2 908      | 25,28          | 3 529      | 36,44      |
|                | Маргерит Блеа Франсис Эстрабо  | Социалистическая партия | 2 398      | 20,84          |            |            |
|                | Джимми Конар Гаэль Леотик      | Национальный фронт      | 1 928      | 16,76          |            |            |
|                | Ангелик Орелу Эмиль Тюрлан     | Разные левые            | 1 204      | 10,47          |            |            |
|                | Доминик Симон Анни Элар        | Вставай, Франция        | 164        | 1,43           |            |            |